# حي الحامي (حضرموت)
حي الحامي هو أحد أحياء عزلة الحامي التابعة لمديرية الشحر في محافظة حضرموت اليمنية. يبلغ تعداد سكانه 6115 نسمة حسب التعداد السكاني في اليمن لعام 2004.